# Wired (음반)
《Wired》는 1976년 에픽 레코드에서 발매된 영국의 기타리스트 제프 벡의 두 번째 솔로 음반이다. 기악 음반인 이 음반은 빌보드 200에서 16위로 정점을 찍었고 미국 음반 산업 협회에 의해 플래티넘 인증을 받았다.

## 배경 및 내용
음반 수록곡 중 4곡은 나라다 마이클 월든의 원곡과 얀 해머의 원곡이다. 맥스 미들턴은 레드 제플린에게 경의를 표하는 〈Led Boots〉를 기고했고 벡은 1959년 고전 재즈 음반 《Mingus Ah Um》의 색소폰 연주자 레스터 영에게 〈Goodbye Pork Pie Hat〉라는 찰스 밍거스 곡의 해석을 선택했다. 이 마지막 두 곡은 벡의 연주 레퍼토리의 오랜 스테이플이었다.
2001년 3월 27일, 레거시 레코드, 에픽에 의해 콤팩트 디스크용 리마스터드 에디션이 재발행되었고, 그 모회사인 컬럼비아 레코드는 현재 소니 뮤직 엔터테인먼트의 사단이다.

## 평가
| 전문가 평가              | 전문가 평가 |
| 평가 점수                | 평가 점수   |
| 출처                     | 점수        |
| ------------------------ | ----------- |
| AllMusic                 | [ 1 ]       |
| Christgau's Record Guide | B–          |
| PopMatters               | (positive)  |
| Rolling Stone            | (positive)  |

《Wired》는 발매 당시 대부분 호평을 받았다. 《롤링 스톤》에서 검토자는 "불과 상상력"으로 가득 차 있다고 인용했다. 그러나 로버트 크리스트가우는 그것을 "마음 없는 속임수"라고 부르며 기술적으로는 능숙하지만 영혼은 없다고 비난했다. 엔지니어 피터 헨더슨은 이후 이 음반에 대해 "몇 년 뒤 그 음악을 들었는데 카세트에 직접 녹음된 것처럼 들렸다. 더 좋은 순간은 아니었던 것 같아."
올뮤직을 위해 글을 쓴 마크 키르센만은 "2년 동안 쌍둥이 타워 《Blow by Blow》와 《Wired》도 벡이 매치하기 어렵다고 판단한 기악 록의 기준을 세웠다. 《Wired》에서는 일류 소재와 공동작업자가 손에 잡히는 가운데 록의 가장 매력적인 기타리스트 중 한 명이 최상의 컨디션을 유지하고 있다."
이 음반은 1976년 8월 빌보드 200에서 16위로 정점을 찍으며 총 25주 동안 차트에 올랐다. 영국에서는 이 차트에서 5주를 보냈고 35위에 올랐다. 이 음반은 미국 음반 산업 협회로부터 플래티넘 인증을 받았다.

## 곡 목록
| #  | 제목                        | 작곡                     | 재생 시간 |
| -- | --------------------------- | ------------------------ | --------- |
| 1. | 〈Led Boots〉               | 맥스 미들턴              | 4:03      |
| 2. | 〈Come Dancing〉            | 나라다 마이클 월든       | 5:55      |
| 3. | 〈Goodbye Pork Pie Hat〉    | 찰스 밍거스              | 5:31      |
| 4. | 〈Head for Backstage Pass〉 | 윌버 바스콤, 앤디 클라크 | 2:43      |

| #  | 제목              | 작곡    | 재생 시간 |
| -- | ----------------- | ------- | --------- |
| 1. | 〈Blue Wind〉     | 얀 해머 | 5:54      |
| 2. | 〈Sophie〉        | 월든    | 6:31      |
| 3. | 〈Play with Me〉  | 월든    | 4:10      |
| 4. | 〈Love Is Green〉 | 월든    | 2:30      |

## 인증
| 국가                       | 인증     | 판매량/출하량 |
| -------------------------- | -------- | ------------- |
| 캐나다 (뮤직 캐나다)       | 골드     | 50,000^       |
| 미국 (RIAA)                | 플래티넘 | 1,000,000^    |
| ^출하량을 기반으로 한 인증 |          |               |